# パークシティ武蔵小杉ミッドスカイタワー
ミッドスカイタワー（ミッドスカイタワー）は、神奈川県川崎市中原区に所在する超高層マンション。

## 概要
三井不動産の「パークシティ武蔵小杉」シリーズの1つとして、小杉駅南部地区D地区再開発によって建設された。
かつては武蔵小杉駅の過去の名称「グランド前停留所」のとおり、東京三菱銀行（当時）のグラウンドが広がっていたため、隣接するE地区と共にグランド地区として再開発された。2022年現在、国内4位の高さの超高層マンションとなっている。また神奈川県内では2番目に高い建築物である。
中原市民館、かわさき市民活動センターが併設されている。同時期には不二サッシ跡地などにも超高層マンションが建設されている。外観などの設計はステーションフォレストタワーと共に光井純が担当した。

## 歴史
- 2004年（平成16年）12月20日 - 都市計画決定。
- 2005年（平成17年）11月 - 着工[2]。
- 2009年（平成21年）
  - 3月 - 竣工。
  - 4月 - 中原市民館が開館（旧中原市民館跡地は小杉町3丁目東地区として再開発予定）。
- 2017年（平成29年）3月 - 管理組合の法人化[3]及びマンション名「ミッドスカイタワー」の商標登録[4]。

## アクセス
- 武蔵小杉駅（JR東日本・東急電鉄）